# Tomasz Tyndyk
Tomasz Tyndyk (ur. 14 lutego 1975 we Wrocławiu) – polski aktor teatralny, telewizyjny i filmowy, fotograf.

## Życiorys

### Wczesne lata
Urodził się i wychował we Wrocławiu, gdzie ukończył XIV Liceum Ogólnokształcące im. Polonii Belgijskiej. Studiował na Wydziale Aktorskim łódzkiej Filmówki, którą ukończył w 1999.
W swoim przedstawieniu dyplomowym z 1998 zagrał postać geja Davida we współczesnej sztuce Niezidentyfikowane szczątki ludzkie i prawdziwa natura miłości, za którą w 1999 otrzymał nagrodę w kategorii „najlepsza rola męska” na Międzynarodowym Festiwalu Szkół Teatralnych Spotkania ’99 w Brnie oraz na XVII Festiwalu Szkół Teatralnych w Łodzi.

### Kariera teatralna
Po studiach występował w teatrach: Wrocławskim Teatrze Współczesnym im. Edmunda Wiercińskiego (1999–2005) oraz warszawskich: Rozmaitości (od 2003), Polonia, MM Przebudzenie-Kompania Teatralna (2005), Centrum Artystycznym M25 przy ul. Mińskiej 25 (2006).
Swoją sceniczną przygodę tuż po studiach rozpoczął w impresaryjnym teatrze współczesnego dramatu, który wprowadził na polskie sceny głośnych autorów angielskich i niemieckich z kręgu tzw. nowych brutalistów. Te realizacje prezentowano w warszawskim Teatrze Rozmaitości. W kontrowersyjnej sztuce Marka Ravenhilla Shopping & Fucking (Zakupy i pieprzenie, 1999) z Marią Seweryn, Rafałem Mohrem i Robertem Więckiewiczem zagrał bezradnego wobec rzeczywistości brata-podpalacza, a w przedstawieniu Mariusa von Mayenburga Ogień w głowie (1999) wystąpił w roli Kurta.
Powrócił do rodzinnego Wrocławia i zaczął pracować w Teatrze Współczesnym im. Edmunda Wiercińskiego, gdzie można go było zobaczyć w spektaklach: Sytuacje rodzinne (2000), Czerwony szalik (2000), Historia Jakuba według Stanisława Wyspiańskiego (2001) jako Anioł snu Jakubowego, dramacie Williama Shakespeare’a Romeo i Julia (2001) w roli Benwolia, krewnego Montekiego i kuzyna, a zarazem przyjaciela Romea oraz sztuce Sarah Kane Oczyszczeni (2001–2002) ze Stanisławą Celińską, Jackiem Poniedziałkiem i Małgorzatą Hajewską-Krzysztofik w reż. Krzysztofa Warlikowskiego. W 2002 we Wrocławiu odebrał nagrodę artystyczną z okazji Międzynarodowego Dnia Teatru dla młodego, wybijającego się aktora teatrów dolnośląskich.
Wystąpił na scenie Teatru Montownia w dwóch sztukach off-owych autorstwa Macieja Kowalewskiego: Miss HIV (2005), gdzie jako Rafaela w czarnej obcisłej sukience, na obcasach i z peruką na głowie w klubie 'Le Madame’ prowadzi show – wybory Miss HIV, oraz Bomba (2006). W kontrowersyjnej realizacji dramaturgii współczesnej nurtu nowego brutalizmu Anioły w Ameryce (2007) zagrał chorego na AIDS homoseksualnego Priora, żebrzącego rozpaczliwie o uczucie, którego nie chce mu ofiarować jego partner Louis (Jacek Poniedziałek). Na deskach Burgtheater w Wiedniu wystąpił w przedstawieniu Jamesa Goldmana Lew w zimie (2007). Zebrał znakomite recenzje za rolę awangardowego kompozytora Tomasza Sikorskiego w sztuce Holzwege Marty Sokołowskiej (2016) w reż. Katarzyny Kalwat, za którą został uhonorowany nagrodą indywidualną w XXII Konkursie na Wystawienie Polskiej Sztuki Współczesnej w Warszawie.

### Kariera filmowa i telewizyjna
Na szklanym ekranie pojawił się jako satanista Czesiek w sitcomie Polsat Świat według Kiepskich (2000), serialu TVP2 M jak miłość (2001, 2002) w roli Tomka Kulika, byłego podsądnego Marty Mostowiak (Dominika Ostałowska), serialu TVP2 Na dobre i na złe (2002) jako Kacper, tancerz zespołu „Kołodzieje”. Wystąpił także gościnnie w serialach Marzenia do spełnienia (2001–2002), Sfora (2002), Wiedźmin (2002) i Zaginiona (2003).
Na dużym ekranie debiutował w niewielkiej roli policjanta żydowskiego na Umschlagplatzu w dramacie wojennym Romana Polańskiego Pianista (The Pianist, 2001). W dramacie Roberta Glińskiego Świnki (2009) zagrał oprawcę, mafioso Borysa, zajmującego się werbowaniem nastolatków do męskiej prostytucji dla niemieckich pedofilów. W dramacie Tomasza Wasilewskiego Zjednoczone stany miłości (2016) wystąpił w roli młodego księdza Adama, którym fascynuje się Agata (Julia Kijowska).

### Fotografia
Absolwent Instytutu Twórczej Fotografii w Opawie. Swoje fotografie publikował w wielu magazynach. Finalista II edycji Konkursu Fotografii Teatralnej, organizowanego przez Instytut Teatralny im. Zbigniewa Raszewskiego. Jego prace były prezentowane na wielu wystawach zbiorowych i indywidualnych.
Od 6 października do 3 listopada 2017 we wrocławskiej Galerii Sztuki Współczesnej BWA czynna była jego autoportretowa wystawa „Od Sztucznej rzeczywistości do selfie. Autoportret w polskiej sztuce współczesnej”.
W 2018 ukazała się książka fotograficzna Tomek Tyndyk / Teatr. Album zawiera zdjęcia Tomasza Tyndyka z lat 2014–2017, wykonane podczas prób i eksploatacji spektakli TR Warszawa i Nowego Teatru. Część fotograficzną uzupełniają teksty krytyczne Iwony Kurz i Pawła Mościckiego oraz jednoaktówka Macieja Pisuka. Publikacja jest wydawnictwem  Instytutu Teatralnego im. Zbigniewa Raszewskiego, towarzyszącym Konkursowi Fotografii Teatralnej.

## Życie prywatne
We wrześniu 2009 na łamach magazynu „Replika” dokonał publicznego coming outu jako gej.

## Filmografia

### Filmy
- 2001: Pianista (The Pianist) jako policjant żydowski na Umschlagplatzu
- 2002: Sfora: Bez litości jako „Chamulec”, człowiek Starewicza
- 2008: 0 1 0 jako Sebastian
- 2009: Świnki jako Borys
- 2011: Weekend jako Johnny
- 2012: Sekret jako Ksawery
- 2012: W sypialni jako Patryk
- 2016: Zjednoczone stany miłości jako Adam
- 2016: Szatan kazał tańczyć jako Dexter Adagio
- 2023: Przysięga Ireny jako Henry

### Seriale TV
- 2000: Świat według Kiepskich jako satanista Czesiek (odc. 73)
- 2001: M jak miłość jako Tomek Kulik, były podsądny Marty Mostowiak (odc. 40, 41, 42, 47, 49, 50, 54)
- 2001–2002: Marzenia do spełnienia jako Piotrek Pałucki „Makaro”
- 2002: Wiedźmin jako młodzieniec w karczmie (odc. 5)
- 2002: Na dobre i na złe jako Kacper, tancerz zespołu „Kołodzieje” (odc. 114)
- 2002: M jak miłość jako Tomek Kulik, były podsądny Marty Mostowiak (odc. 57, 58)
- 2002: Sfora jako „Chamulec”, człowiek „Twardego”, potem Starewicza (odc. 1, 2, 3, 4)
- 2003: Zaginiona jako chłopak Joli Biedroń (odc. 3)
- 2010: Ojciec Mateusz jako żołnierz Łuczaka (odc. 47)
- 2010: Klub szalonych dziewic jako asystent Żelaznego (odc. 1, 3, 9)
- 2010: Hotel 52 jako hazardzista (odc. 9)
- 2010: Chichot losu jako Wacek, pracownik firmy „Santarelli” (odc. 1, 2, 8, 9, 10)
- 2011: Głęboka woda jako „Łoskot” (odc. 9)
- 2011: Komisarz Alex jako Grant (odc. 9)
- 2015: Prawo Agaty jako ekolog Fabian (odc. 85)
- 2018: Pułapka jako barman (odc. 13)
- 2020: Osiecka jako Henryk Grynberg (odc. 8)
- 2021: Otwórz oczy jako ojciec Ignacego (odc. 6)
- 2024: Matki pingwinów jako Jerzy Lejman